# Березяк
Березя́к — река в России на Южном Урале, протекает в Саткинском районе Челябинской области в национальном парке «Зюраткуль». Длина реки (с Большим Березяком) составляет 42 км. Площадь водосборного бассейна — 304 км².
Начинается под название Большой Березяк в берёзовом лесу между хребтом Нургуш и горой Свиридиха. Течёт на юго-запад между хребтами Уреньга и Нургуш по долине, поросшей елово-пихтовым лесом. Скорость течения воды ниже впадения Малого Березяка — 0,4 м/с, около устья — 0,5 м/с. Ширина реки в низовьях — 10 метров, глубина — 0,4 метра.
Вблизи устья пересекается автодорогой Тюлюк — Меседа. Устье реки находится в 338 км по правому берегу реки Юрюзань в трёх километрах к северу от Тюлюка на высоте 496,3 метра над уровнем моря.
Основные притоки — Кандрюш (лв), Каменный (пр) и Малый Березяк (лв).

## Данные водного реестра
По данным государственного водного реестра России относится к Камскому бассейновому округу, водохозяйственный участок реки — Уфа от Нязепетровского гидроузла до Павловского гидроузла, без реки Ай, речной подбассейн реки — Белая. Речной бассейн реки — Кама.
Код объекта в государственном водном реестре — 10010201112111100023156.

## Галерея

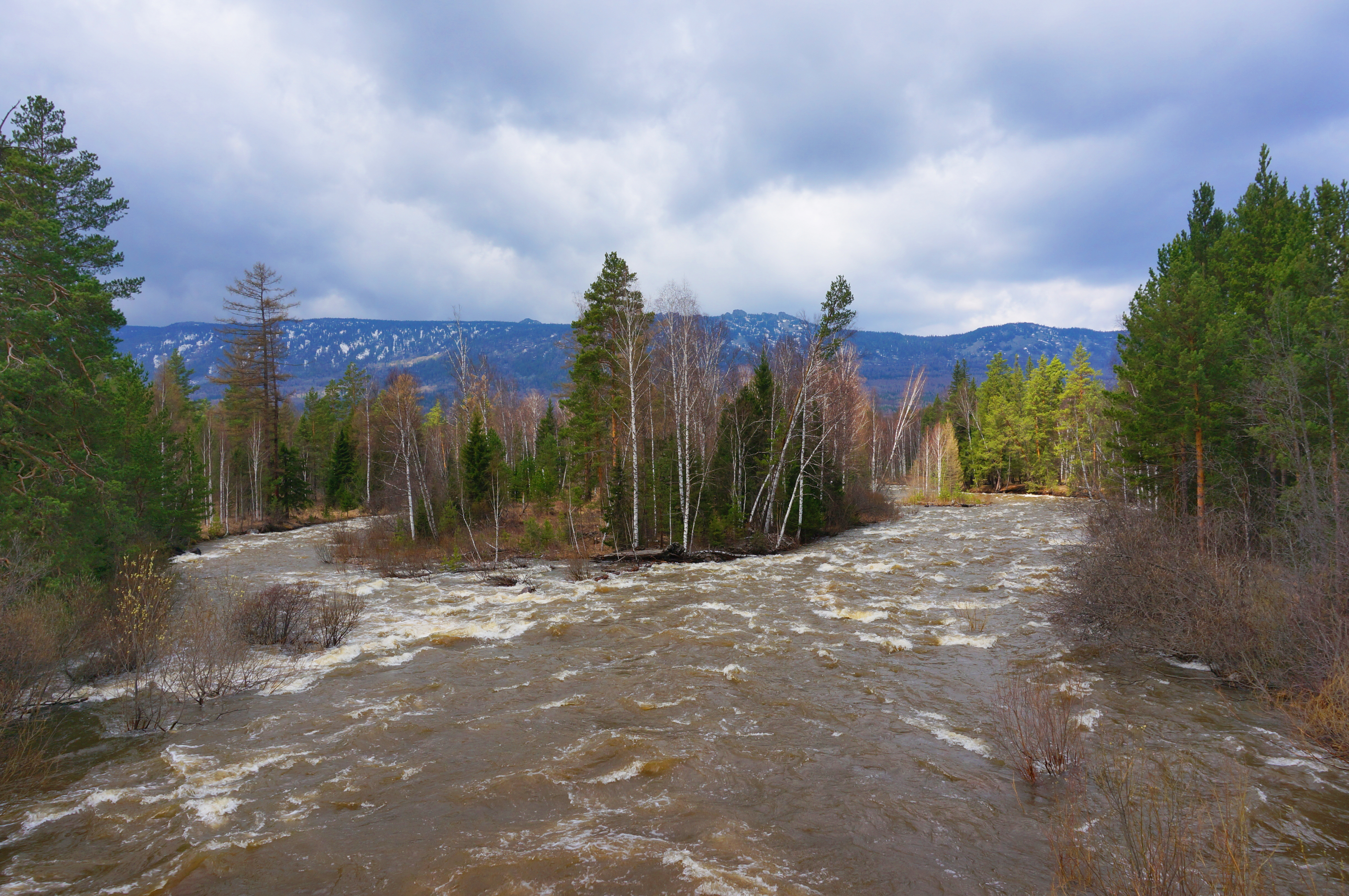
Березяк весной
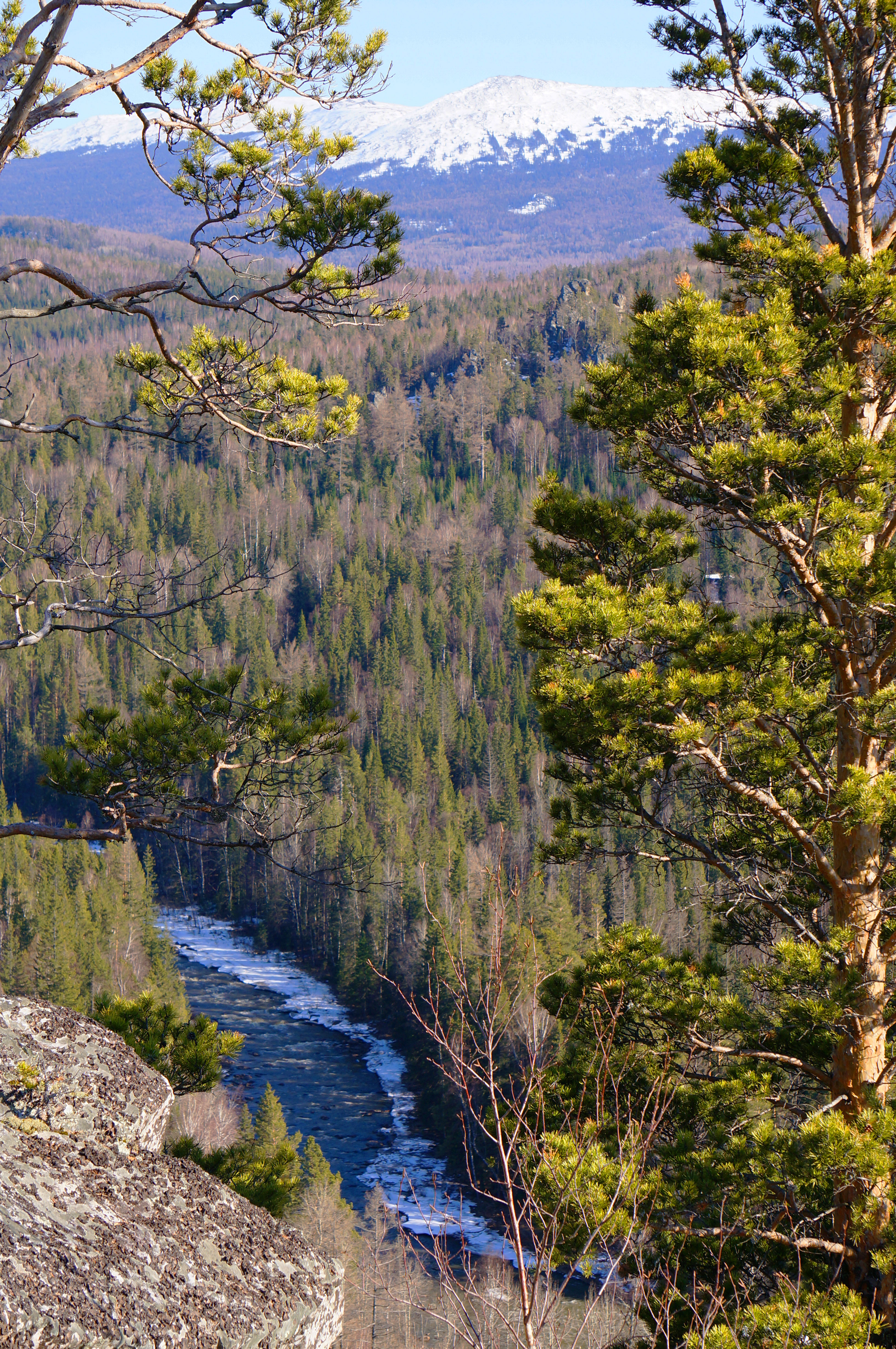
Березяк и М. Иремель
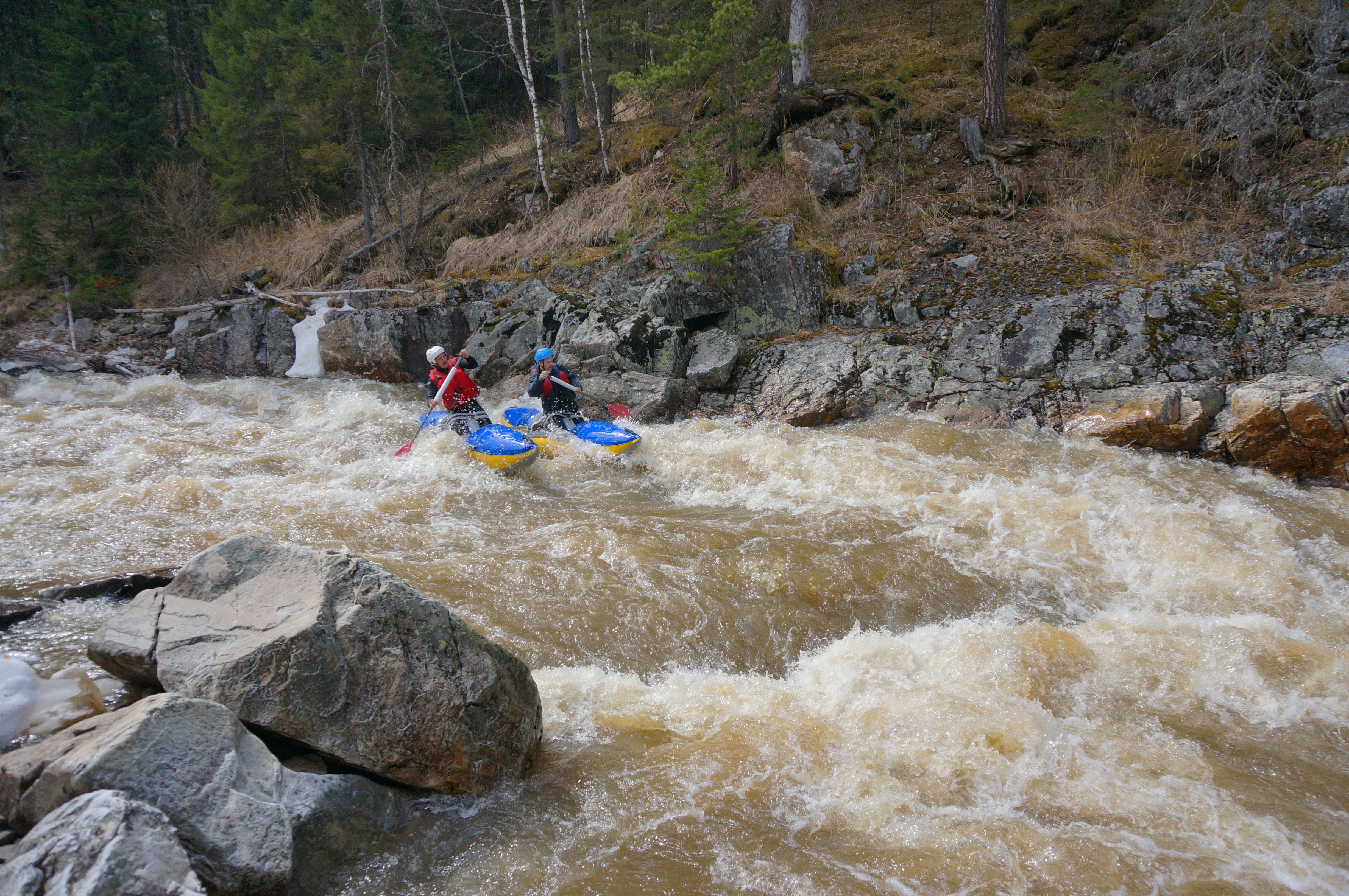
Самарский порог на реке Березяк в апреле